# Julie Elizabeth Cooper
Julie Elizabeth Cooper (ur. 20 czerwca 1960 w Burnley) – brytyjska polityczka Partii Pracy, deputowana Izby Gmin.

## Działalność polityczna
W okresie od 7 maja 2015 do 6 listopada 2019 reprezentowała okręg wyborczy Burnley w brytyjskiej Izbie Gmin.